# Elizabeth Ann Ashurst Bardonneau

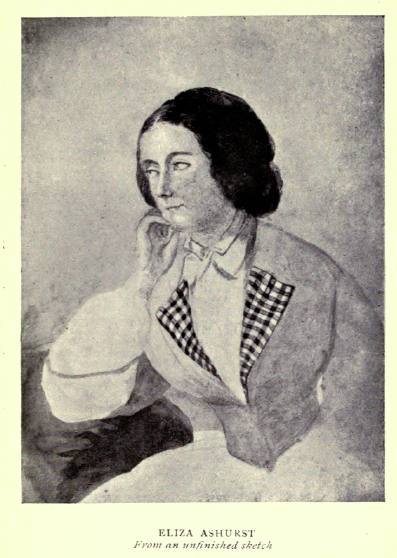
Retrato boceto de Elizabeth Ashurst por E.F. Richards.

Elizabeth “Eliza” Ann Ashurst Bardonneau (8 de julio de 1813-25 de noviembre de 1850) fue una traductora británica que formó parte de una importante familia de activistas radicales a mediados del siglo XIX en Inglaterra y fue la primera en traducir las obras de George Sand al inglés. Su familia apoyaba numerosas causas, entre ellas el sufragio femenino y la unificación de Italia.

## Traducciones George Sand
Ashurst y Giuseppe Mazzini empezaron a cartearse en 1844, y en una de sus cartas ella le mandó su traducción de Spiridion, una novela de George Sand. Mazzini le mostró su apreciación y le sugirió traducir también Lettres d’un voyageur, otra obra de Sand que él admiraba. 
En aquella época, el estilo de vida independiente de George Sand y su idea del amor libre eran bastante inusuales en una mujer. El mensaje político y social abordado en sus libros consiguió intrigar an Elizabeth Ashurst y a Matilda Hays, quienes tenían «mente abierta». William Charles Macready y George Henry Lewes mostraron su apoyo a Hays y la animaron a traducir las novelas de Sand al inglés. Ambos escribieron a la autora alentándola a aceptar el acuerdo y un amigo de Hays, el capellán Edmund Larken, financió el proyecto.
Las primeras traducciones de las obras de Sand las llevaron a cabo Hays, Ashurst y Larken. Hays empezó traduciendo el primer volumen de La Derniere Aldini. En 1844, se publicó la traducción de Ashurst de Les Maitres mosaistes, y más adelante, tradujo también Lettres d’un voyageur, novela en la que incluyó un prólogo escrito por Mazzini. Él fue quien instó a Sand a invitar Ashurst a su casa en Nohant, reunión en la que según Olive Class “a Sand le inquietó el alarde superficial de rebeldía feminista que exhibía su discípula aún soltera y la describió como “una mojigata sin pudor”». 
George Henry Lewes sugirió a Hays que atenuara la retórica en su traducción teniendo en cuenta la sensibilidad cultural inglesa. Al enterarse de esta sugerencia de Lewes, Mazzini escribió a Sand sobre Hays: «Mis amigos y yo consideramos impensable que estuvieras dispuesta a conceder esa licencia artística a alguien cuyas ideas no conoces».
Hays y Amhert tradujeron y publicaron cuatro volúmenes de las obras de Sand, pero no tuvieron éxito. Según Giuseppe Mazzini, un radical italiano amigo de Sand, al atenuar las ideas de Sand, sus libros quedaron «despojados de su poder». La revista Quarterly Review describió las traducciones como «el intento de un contrabandista de disimular la verdadera naturaleza de su infame mercancía».
Además, la recompensa económica tanto de Hays como de Ashurst era bastante escasa debido a su acuerdo con una mala casa editorial, pero siguieron trabajando para encontrar editoriales que publicaran sus versiones traducidas y editadas de las obras de Sand. En 1847, finalizó la relación laboral de Larken con Hays y Ashurst.